# Danalia larvaeformis
Danalia larvaeformis is een pissebed uit de familie Cryptoniscidae. De wetenschappelijke naam van de soort is voor het eerst geldig gepubliceerd in 1874 door Giard.